# Amysoria galgala
Genre
Espèce
Amysoria galgala est une espèce néotropicale de lépidoptères de la famille des Hesperiidae, de la sous-famille des Pyrginae et de la tribu des Pyrrhopygini.
Elle est l'unique représentante du genre monotypique Amysoria.

## Dénomination
L'espèce Amysoria galgala a été décrite par le naturaliste britannique William Chapman Hewitson en 1866 sous le nom initial de Pyrrhopyga galgala. Le genre Amysoria a quant à lui été décrit par Mielke en 2002.
Synonymes : 
- Tamyris strigifera C. & R. Felder, [1867]
- Mysoria galgala (Hewitson, [1866])

L'espèce porte en anglais le nom vernaculaire de red-banded firetip.

## Description
L'imago d'Amysoria galgala est un papillon au corps trapu marron saupoudré de bleu métallisé avec la tête et l'extrémité de l'abdomen rouge. Les ailes sont de couleur marron suffusé de bleu métallisé et de violine avec une frange blanche et une ligne rouge orangé qui traverse le milieu des ailes antérieures du bord costal au bord interne sans les rejoindre.
Le revers est semblable.

## Distribution
Amysoria galgala est présente au Mexique, à Panama, au Venezuela, en Colombie et au Brésil,.

## Protection
L'espèce n'a pas de statut de protection particulier.[réf. nécessaire]